# PMB (logiciel)
Pour les articles homonymes, voir PMB.
PMB est un système intégré de gestion de bibliothèque (SIGB). Il s'agit d'un logiciel libre et open source sous licence CeCILL, développé en continu par l'entreprise PMB Services.

## Fonctions
PMB s'accorde aux règles de la bibliothéconomie. Le logiciel répond à quatre grandes fonctionnalités : la gestion bibliothéconomique, la veille et les produits documentaires, la publication de contenus éditoriaux et la gestion électronique de documents.
Il intègre un portail d'actualités de gestion de contenu web 2.0 et est le seul SIGB ne faisant appel à aucun CMS tiers pour la gestion du portail.
Il est multilingue (100 % anglais, 80 % espagnol et italien) et même arabisé (traduction et support UTF8) depuis sa version 3.0.5 de novembre 2006.  La  version 4.2.8, datant de 12 août 2016, comprend un module de veille (Watch&Share) et propose le géoréférencement (voir article sur le géofeuille) du fonds et de nombreuses autres évolutions du logiciel.

### Volumétrie
Le logiciel est en production avec des fonds proches de 500 000 notices. Des tests de charge avec 2 millions de notices montrent ses capacités à répondre à des fonds plus importants. Il est installé régulièrement dans des réseaux de lecture publique allant de 10 à 15 sites. 

### Interopérabilité
PMB permet le recours à la norme Z39.50 (pour importer de différents serveurs des notices bibliographiques directement intégrables dans la base de données). Il gère le format de catalogage Unimarc et le format d'échange de notices ISO 2709. Il intègre également le format de données XML. PMB est également serveur et client OAI. La base des usagers peut être connectée avec un annuaire LDAP ou tout autre base d'usagers interrogeable par webservices. Il dispose d'une API permettant de l'intégrer dans un système d'information existant. L'implantation de PMB dans un espace numérique de travail (ENT) est opérationnelle dans de nombreuses académies.

### Modules
PMB se divise en deux modules : le module de gestion et le module portail ou (OPAC). Le module de gestion propose des fonctions spécifiques pour le documentaliste/bibliothécaire : circulation (prêt/retour), catalogue, autorités, éditions, DSI (diffusion sélective de l'information et module de veille Watch&Share), acquisitions, CMS et administration. PMB s'est enrichi depuis 2009 d'une nouvelle fonctionnalité de gestion de la demande « usager ». Il peut, en outre, être étendu par l'ajout paramétré d'un module d'extensions. Disposant initialement d'une interface usager spécialisée sur le catalogue : l'OPAC, le logiciel a été augmenté en 2012 d'une véritable fonctionnalité CMS lui permettant de proposer des portails riches.

## Technique
C'est une application web, reposant sur une plateforme serveur web (Apache, IIS de Microsoft) avec PHP et MySQL ou MariaDB, qui peut donc fonctionner sous Linux, Mac OS X ou Microsoft Windows.
PMB dispose de son propre moteur de recherche, supportant les recherches phonétiques, sans mise en œuvre de moteurs complémentaires.

## Langages documentaires
PMB peut intégrer différents plans de classement : DEWEY, CDU, PCDM ou tout autre plan de classement personnalisé. Il insère la gestion de thesaurus, en production dans différents établissements notamment avec : PRISME, BDSP, MOTBIS, DELPHES, Thesaurus du Management, Vie culturelle, etc. 
Il est doté d'une gestion de concepts lui permettant de respecter la norme ISO25964-1 et donc l'utilisation des langages d'indexation tels que RAMEAU ou PubMED. 
Il permet également la mise en œuvre intégrale du modèle FRBR.  

## Utilisateurs
PMB est utilisé par de grandes institutions telles que des collectivités locales, des ministères, le Conseil constitutionnel, des conseils régionaux et départementaux, des métropoles, l'Académie de Rennes et l'intégralité des centres de documentation et d'information (CDI) de Bretagne.
De nombreux réseaux de bibliothèques publiques, des collèges et lycées, l'ONISEP ou encore l'INSEE ont fait le choix du logiciel PMB.
Le groupe Radio France a rejoint la communauté des utilisateurs PMB depuis 2015 pour une migration FRBR de sa bibliothèque (y compris de partitions musicales). De même, l'Institut International de la Marionnette et ses 26 partenaires ont choisi PMB pour développer la version sémantique du Portail des Arts de la Marionnette dont le laboratoire a été mis en ligne en septembre 2019.
Il équipe également de nombreux établissements privés : cabinets d'avocats, établissements supérieurs, grand groupe international de la mode etc.
Le Département de l'Instruction Publique de Genève (Suisse) propose une prestation particulière aux écoles primaires du canton qui désirent informatiser leurs "ateliers du livre". En 2020, près de 70 écoles bénéficient de ce service, qui est accompagné d'une expertise consultante interne (analyse initiale, formation, mise en place, etc.).
D'après l'enquête annuelle de Livres-Hebdo, PMB se classait troisième SIGB en France en 2005 par le nombre d'installations avec 165 installations réalisées. Les enquêtes des années suivantes ont mis en évidence la forte progression du logiciel libre dans des structures très variées. À partir de 2011, PMB Services refuse de participer à cette enquête : les chiffres communiqués à Marc Maisonneuve n'étaient pas repris dans leur intégralité outre un amalgame avec le logiciel BCDI, pourtant ni libre ni gratuit.
Il y avait au 1er janvier 2015 plus de 6 000 installations opérationnelles dans le monde, pour des fonds allant de 300 à 500 000 notices. Également, de grandes entreprises comme Alstom ou Orange, clientes de PMB Services, se tournent vers des solutions libres comme PMB. Depuis 2012, le logiciel est opérationnel dans un réseau d'établissements de l'enseignement supérieur en Belgique, HENAM-HENALLUX, avec plus de 400 000 notices interrogeables en ligne.
En France, la société PMB Services revendique quant à elle plus de 1800 clients. Le portail de l'entreprise en recense une bonne partie en y mentionnant des liens vers les catalogues en ligne. 

## Historique
Dans ses premières versions bêta, PMB s'appelait PhpMyBibli. Il a été initié par François Lemarchand en octobre 2002 (directeur de la bibliothèque municipale d'Agneaux) ; les bases du catalogage et le squelette de l'application ont été créés à l'automne 2002, suivis du module de gestion des périodiques. En 2003, le fondateur de PMB François Lemarchand est rejoint par un ingénieur informaticien également militant du logiciel libre, Eric Robert. Ce dernier développe le module de prêt, les imports Unimarc, les fichiers statistiques et le client Z39.50. 
C'est en décembre 2003 lors de sa présentation à une conférence internationale à Rabat que la version 1.0 a vu le jour. PMB devient alors officiellement un système intégré de gestion de bibliothèque (SIGB). La même année apparaît l'interface utilisateur ou OPAC, développée par Gautier Michelin et Christophe Bliard. Les développeurs les plus impliqués à cette date (Eric Robert, Gautier Michelin, Florent Tétart) ont alors créé la société PMB Services pour professionnaliser l'outil et proposer les services nécessaires aux bibliothèques ou entreprises intéressées. La société fournit des prestations en matière de formation et d'installation du logiciel (locale ou hébergée) ainsi que tous les services d'accompagnement nécessaires à la mise en œuvre du logiciel : installation locale ou mode SaaS, migration ou reprise de données, paramétrage, formation, construction et design du portail.
La première bibliothèque équipée fut Bueil-en-Touraine. 
La version 4.1 a été téléchargée plus de 52 000 fois. La 4.2 est disponible en version stable depuis le 24 juillet 2015 et a été téléchargée plus de 42 000 fois à la date du 28 avril 2017. 
La version 7.3.9 du SIGB est sortie le 7 avril 2021.

### Autres SIGB opensource
- Koha
- Evergreen
- Kuali OLE